# Rory Storm and the Hurricanes
Rory Storm and the Hurricanes sono stati un gruppo musicale britannico, originario di Liverpool e attivo dal 1959 al 1967. Nati come gruppo skiffle, sono stati in seguito protagonisti di primo piano del Merseybeat raggiungendo un alto indice di popolarità nell'area di Liverpool.

## La formazione

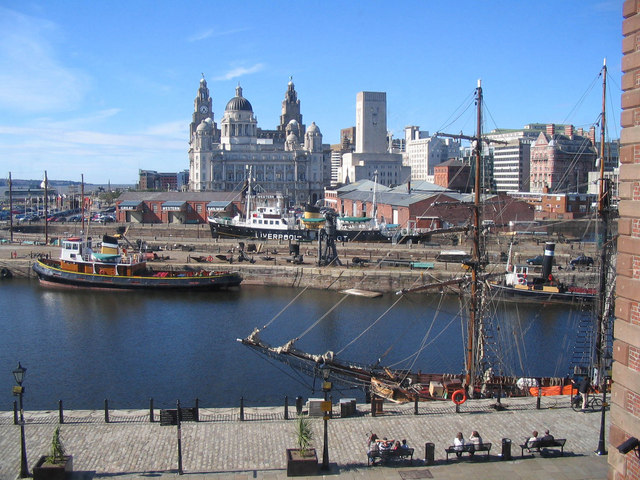
Liverpool, scorcio dell'area portuale

Rory Storm era il nome d'arte di Alan Caldwell, nato il 21 settembre 1939 nei pressi di Liverpool. Nel 1957 Caldwell abbandonò la sua attività di venditore di cotone e formò un gruppo di skiffle, gli Al Caldwell's Texans, che nel 1957 si trasformò nei Raving Texans. Il gruppo comprendeva tre chitarristi e vocalists (Caldwell, Johnny Byrne e Paul Murphy), Jeff Truman al tea-chest bass e Reg Hales allo washboard.
Come per molti gruppi di Liverpool dell'epoca, soprattutto nella fase iniziale della carriera la formazione attraversò diverse modificazioni, sia nel nome che nei componenti. Con il mutare del soprannome di Caldwell, i Raving Texans divennero dapprima Al Storm & the Hurricanes, poi Jett Storm & the Hurricanes e infine Rory Storm and the Hurricanes
Quanto ai membri del gruppo, Truman fu sostituito da Spud Ward. E il 25 marzo 1959, in occasione di un concerto al Mardi Gras, la banda vide l'ingresso di un nuovo batterista, Richard Starkey, proveniente dall'Eddie Clayton Skiffle Group. Dopo altri cambiamenti, a metà del 1959 la line-up della formazione vedeva Rory Storm alla voce, Johnny Byrne e Charlie O'Brien alle chitarre, Wally Egmond al basso e Richard Starkey alla batteria, e rimase stabile fino all'uscita del batterista e alla sua confluenza nei Beatles, che avvenne nell'estate del 1962. Per dare al gruppo una parvenza più grintosa, come aveva fatto con se stesso Rory Storm ribattezzò i musicisti con nomi che richiamavano il Far West: Byrne cambiò in Johnny Guitar, O'Brien divenne Ty Brien ed Egmond si trasformò in Lu Walters. In seguito, su suggerimento del leader, anche il batterista mutò il proprio nome da Richard Starkey in Ringo Starr.

## La carriera artistica

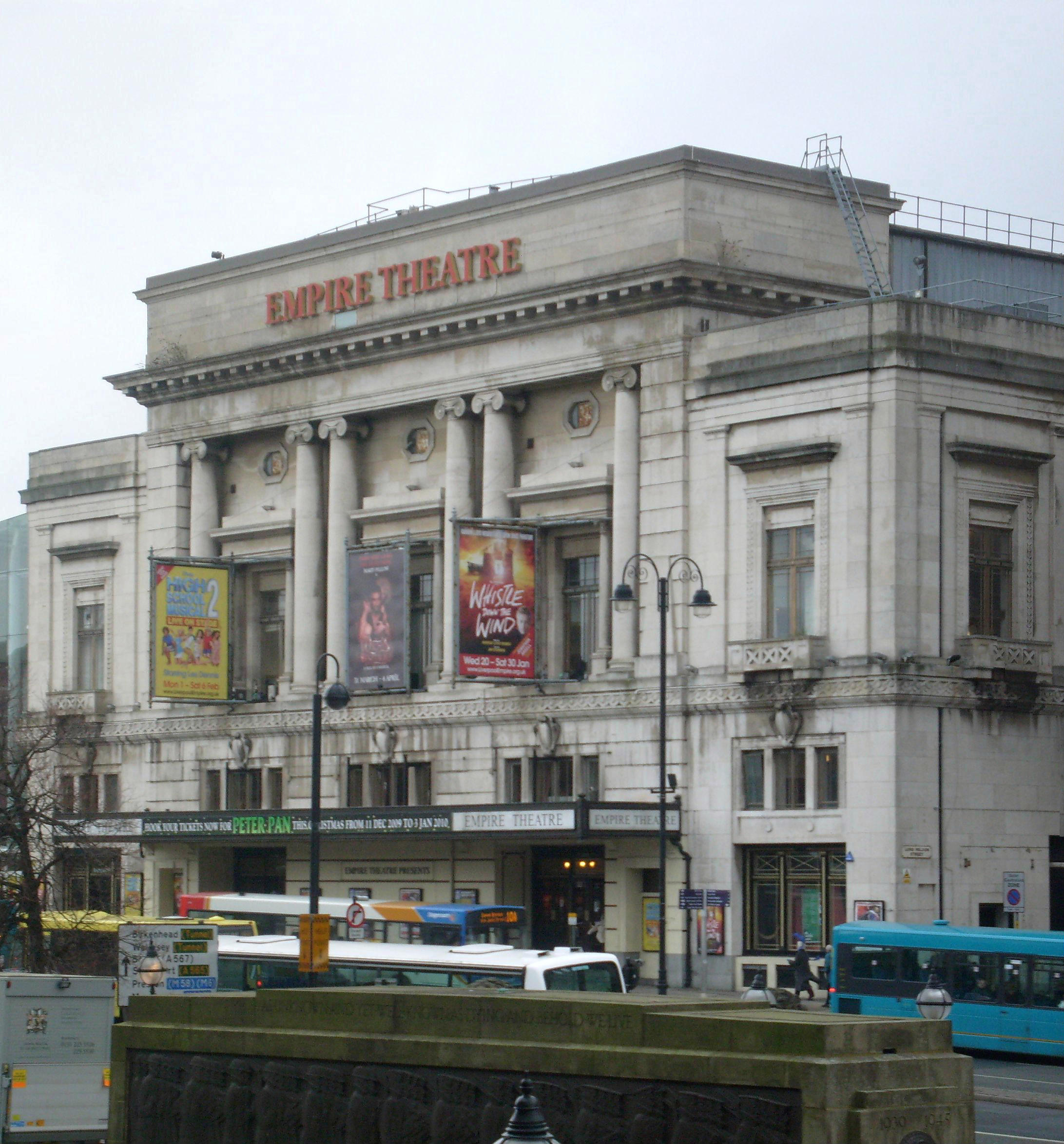
La facciata dell’Empire Theatre

Il primo successo di rilievo fu per Rory Storm and the Hurricanes il secondo posto in una competizione fra gruppi musicali tenutasi nell'ottobre del 1959 all'Empire Theatre di Liverpool. Il 1960 fu l'anno in cui esplose la celebrità del gruppo che, seguendo la tendenza in atto, stava mutando il proprio stile e repertorio dall'originario skiffle al rock’n’roll. Rory Storm e la sua banda si esibivano nei più popolari ritrovi di Liverpool, inclusi il Jacaranda e il Cavern, eseguendo cover di rock'n'roll come Roll Over Beethoven di Chuck Berry, Down The Line e Whole Lotta Shakin' Goin' On (entrambe di Jerry Lee Lewis). Proprio al Cavern – a quel tempo frequentato soltanto dai puristi del jazz – nel gennaio di quell'anno il gruppo era stato multato dal proprietario del club per avere deviato dal genere richiesto ed essersi lanciato nell'esecuzione di un brano rock, Whole Lotta Shakin' Goin' On. In breve gli spettatori lo consacrarono il gruppo più popolare della città, attratti dalla qualità delle esibizioni musicali arricchite dalle evoluzioni acrobatiche del leader, di corporatura atletica e dal passato di eccellente ginnasta e nuotatore.
Rory Storm and the Hurricanes furono ingaggiati per la stagione estiva al campeggio estivo Butlin's di Pwllheli, nel Galles del Nord. A causa di questo impegno, Allan Williams, grande conoscitore del panorama musicale di Liverpool, si vide costretto a ripiegare sui Beatles quando gli fu richiesto dall'impresario tedesco Bruno Koschmider un gruppo per uno dei suoi locali di Amburgo. I rapporti fra gli Hurricanes e i Beatles erano sempre stati molto cordiali, e spesso i componenti dei due gruppi si ritrovavano assieme a casa Caldwell (ribattezzata “Stormsville” da Rory) a chiacchierare della loro passione comune; era in particolare Johnny Byrne la fonte inesauribile di discussioni sul rock'n'roll da cui i tre Beatles John Lennon, Paul McCartney e George Harrison erano coinvolti e affascinati.

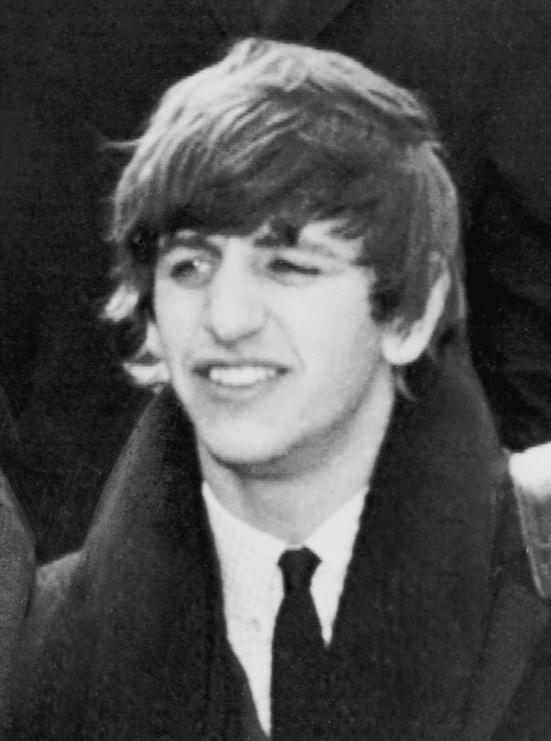
Ringo Starr (1964)

Gli Hurricanes e il suo leader raggiunsero Amburgo il 1º ottobre 1960 e rilevarono un altro gruppo di Liverpool, Derry and The Seniors, al Kaiserkeller, dove ebbero modo di alternarsi con i Beatles. Nella città tedesca i due gruppi ebbero occasione di fare esperienze musicali promiscue: il 15 ottobre, Lu Walters e Ringo Starr si ritrovarono in una piccola sala di registrazione assieme a Lennon, McCartney e Harrison, e il quintetto incise Summertime di George Gershwin. Nel 1961 la loro popolarità crebbe e nel sondaggio proposto dalla rivista Mersey Beat ai propri lettori conquistarono il quarto posto. L'anno seguente andarono in tournée all'estero, scritturati per tenere dei concerti nelle basi dell'esercito statunitense di stanza in Francia. Ma la successiva fuoriuscita di Ringo Starr nell'estate del 1962 fu un colpo per il prestigio del gruppo che comunque rimase un richiamo nella scena musicale liverpooliana; Starr venne sostituito da una serie di batteristi di valore – fra i quali spiccano i nomi prestigiosi di Aynsley Dunbar e Keef Hartley – che rimasero però nel gruppo per periodi limitati.
A dispetto della notorietà, Rory Storm and the Hurricanes non riuscirono mai a concretizzare la stipula di un contratto con grandi case discografiche. Solo nel 1964 Brian Epstein si occupò del gruppo e fece loro registrare un singolo con il brano America come lato A e, sul lato B, Since You Broke My Heart, un vecchio successo degli Everly Brothers, ma il disco (che uscì per la Parlophone) non ebbe fortuna e rimase fuori classifica.

## La fine
Nel 1967 il ventiseienne chitarrista Ty O'Brien accusò un malessere durante un concerto; portato in ospedale, morì dopo poco tempo per le complicazioni a seguito di una recente operazione di appendicite. Il tragico evento portò allo scioglimento del gruppo, che non risorse nonostante successivi sforzi rivelatisi velleitari. Avvolta nel mistero è la morte – avvenuta nel 1972 – di Rory Storm, trovato esanime accanto al cadavere della madre. Un parente ipotizzò che le medicine antidolorifiche e l'alcol con cui Rory le assumeva possano avere costituito una miscela letale per il musicista, e che a seguito della scoperta del corpo privo di vita del figlio la madre possa avere messo in atto il proprio suicidio.